# Velikonoční pečivo

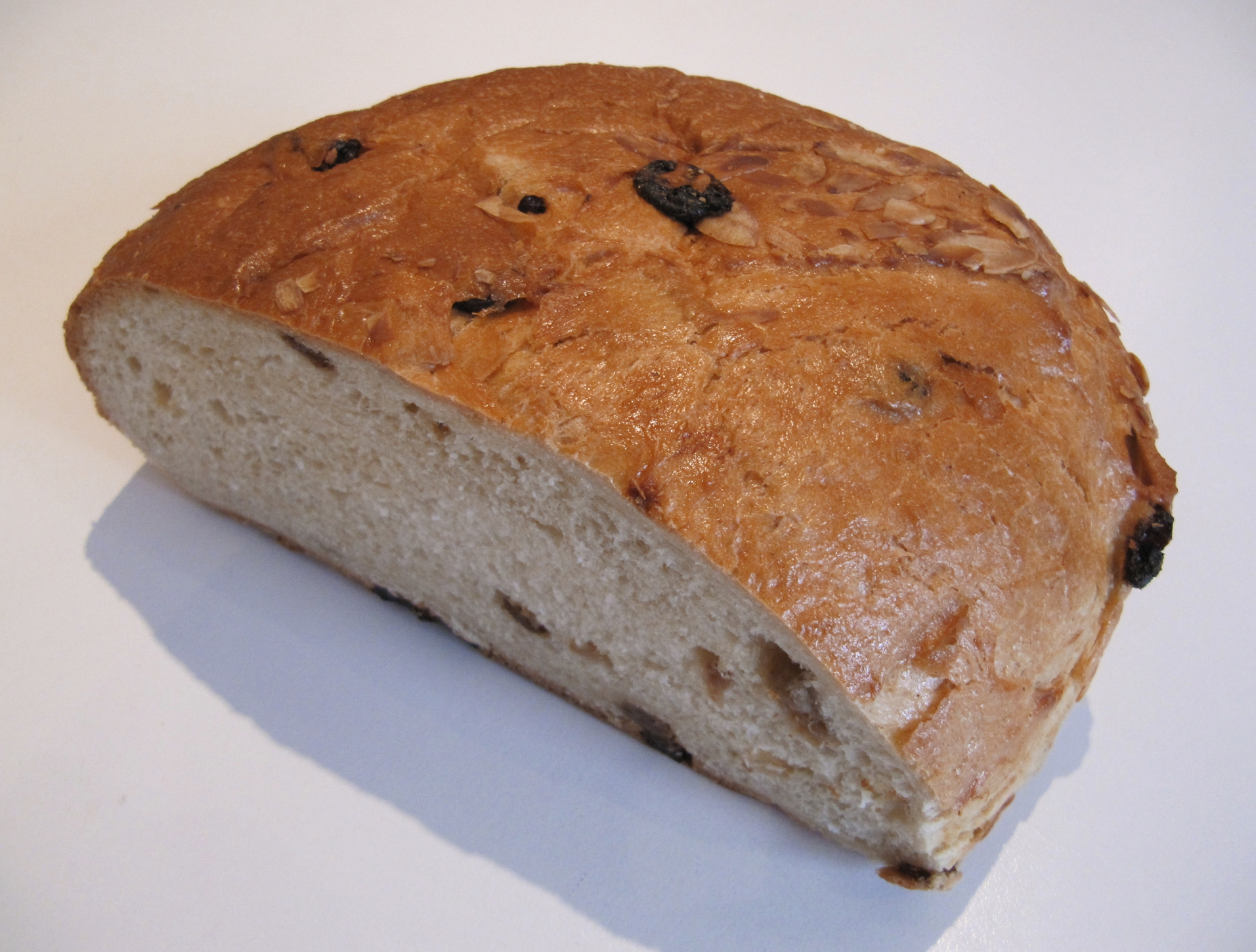
Německý kynutý velikonoční chléb s rozinkami a mandlemi.

Velikonoční pečivo je pečivo, připravované na Velikonoce. Obvykle se peče více druhů, sladkých i slaných. Každý druh přitom nějak symbolicky souvisí s těmito svátky a s tradicemi, které se v tomto období konají.

## Sladké pečivo
- Jidáše: jeden z nejznámějších druhů sladkého velikonočního pečiva má symbolizovat Jidášovu smrt oběšením. Vyrábí se z kynutého těsta, z něhož se vyválí tlusté válečky a ty se pak spletou do tvaru provazu. Toto pečivo se má podle tradice jíst na Zelený čtvrtek před východem slunce, nejlépe potřené medem – má tím být užitečné lidskému zdraví a chránit před uštknutím hada.

- Beránek: toto velikonoční pečivo může být připravováno z kynutého, piškotového i třeného těsta. Často je  plněn rozinkami, kandovaným ovocem či mandlemi. Těsto se peče ve zvláštní formě, většinou ve tvaru ležícího beránka. Po upečení se moučník tradičně pocukruje, pomocí hřebíčků se vytvoří oči a čumák a kolem krku se mu uváže červená mašle. Jiný způsob dekorace představuje čokoládová či cukrová poleva. Velikonoční beránek má symbolizovat Ježíše Krista a jeho oběť pro lid a spasení světa. Beránek by se podle tradice měl upéci na Bílou sobotu a na Boží hod by se měl nechat v kostele posvětit.

- Mazanec: připravuje se ze stejného těsta, jako vánočka (tedy kynutého), ale není to podmínkou. Liší se tím, že se do něj přidává více vajec, aby byl výsledek lehčí. Dle tradice se peče na Bílou sobotu. Mazanec je u nás nejstarším doloženým velikonočním pečivem.[zdroj⁠?!] Mimo hodování byl používán i jako rituální pokrm či dar. Má se vždy naříznout křížem – památka na Ježíšovu smrt na kříži.

## Slané pečivo
- Plecovník (též plecák): nepříliš známý druh slaného pečiva je připravován z chlebového těsta a uzené, uvařené plece. Výroba je jednoduchá – na vyválené chlebové těsto se dá uzené, zformuje se do bochníku a upeče. Tento pokrm má svůj původ ve Slezsku.[1]

- Šoldra (též muřin): poměrně neznámý pečený pokrm. Šoldry jsou připravovány z kynutého pšeničného těsta, které se plní uzeným masem, vejcem nebo klobásou.[2]

## Tradice spojené s pečením velikonočního pečiva
- Velikonoční pečivo má být upečené dozlatova, lesklé a pěkně kulaté – symbolizuje totiž jaro a slunce.
- Koledníci mají dle tradice dostat mimo velikonočních vajíček i ono sváteční pečivo.